# George V. Higgins
George V. Higgins (Brockton, 1939. november 13. – Milton, 1999. november 6.) amerikai író, jogász, újságíró, szakíró és főiskolai professzor. Több mint harminc könyvet írt, és leginkább bestseller krimijeiről ismert, köztük a The Friends of Eddie Coyle-ról, amely létrehozta a gengsztermesék Boston noir műfaját.

## Élet és pályafutása
Higgins a Massachusetts állambeli Brocktonban született, a közeli Rockland városában nőtt fel, és a Boston College-ba járt, ahol a Stylus egyetemi irodalmi folyóirat szerkesztője volt, és 1961-ben kapott diplomát. 1965-ben szerzett MA fokozatot a Stanford Egyetemen, 1967-ben jogi diplomát a Boston College-ban. Teljes neve George Vincent Higgins II volt, egy Randolphban élő nagybátyja után, de középkorában (nem hivatalosan) elhagyta a számot. Könyveit mind George V. Higgins kiadásában adták ki. Kétszer nősült, először Elizabeth Mulkerin Higgins-szel (elvált 1979-ben); második felesége Loretta Cubberley Higgins.
Higgins a Nemzetközösség helyettes főügyészeként, valamint az Egyesült Államok helyettes ügyészeként, valamint újságíróként és újság rovatvezetőjeként dolgozott, mielőtt regényíró lett volna. Írt az Associated Press, a The Boston Globe, a Boston Herald American és a The Wall Street Journal számára. Hét évet töltött a szervezett bűnözés elleni kormányzati pozíciókban, köztük a Massachusetts államügyész-helyettese. 1973-ban kezdett jogi magánpraxist, és tíz évig volt aktív. Ezekben az években számos híres személyiséget képviselt, mint például Eldridge Cleavert (bár a Cleaverrel való konfliktus után kivonult az ügyből) és G. Gordon Liddyt. A Boston College és a Bostoni Egyetem professzora volt.
Szívinfarktusban halt meg egy héttel 60. születésnapja előtt Miltonban, Massachusettsben.

## Írás
Higgins stylist volt, különösen realista párbeszédeiről ismert, ez a stílus a 20. század közepén John O'Hara író történeteire emlékeztetett, akinek munkáját Higgins egy O'Hara-történetek gyűjteményéhez írt előszavában méltatta. Higgins büszke volt arra, hogy a párbeszédet nagy pontossággal közvetítette. Szerette felhívni a figyelmet arra, hogy a pontos párbeszéd nem az elhangzott dolgok szó szerinti átírása, hanem fantáziadús kikapcsolódás tömörített formában. Szakértő volt abban is, hogy egy sor durva vagy meddő tény hangulatát kölcsönözze, és arra késztette olvasóit, hogy rájöjjenek a szövegben művészien utalt, de soha ki nem mondott fontos dolgokra.
Higgins számos munkája a bűnöző elemre és az őket üldöző rendőrökre összpontosít Bostonban és környékén. Négy Jerry Kennedy-könyve egy összefüggő sorozatot alkot. Egyes regényeiben fontos szereplőket gyakran említik másokban, általában csak futó, de jelentős utalásokként, mint például a Trust, az Outlaws, a Bomber's Law és a Kennedy-könyvekben. Leginkább az 1970-es, The Friends of Eddie Coyle című bestseller-regényről emlékeznek rá, amelyet egy 1973-as filmbe adaptáltak Robert Mitchum és Peter Boyle főszereplésével. Higgins egyszer ezt írta: "Az Eddie Coyle barátai sikerét egyes körökben "egyéjszakásnak" nevezték; ez egy átkozottul hosszú éjszaka volt, tizenhét évig tartott..." Ez alatt a 17 év alatt 14 korábbi regényt írt; végül elpusztította őket. Christopher Lehmann-Haupt a The Friends of Eddie Coyle-t "műfajának egyik legjobbja, amit Hemingway Gyilkosai óta olvastam" nevezte.
"Joyce-hoz hasonlóan Higgins is gyönyörűen kidolgozott nyelvet használ a torrentekben, végső soron panoráma benyomást keltve" – írta Roderick MacLeish a The Times Literary Supplementben. De ez a párbeszédekkel teli megközelítés nem tetszett minden kritikusnak, de még MacLeishnek sem, aki hozzátette: „Egy Higgins-regény cselekménye – feszültség, humor és tragédia – egy homályosan észlelt csontváz a párbeszéd monszunjában.”
1990-ben Higgins kiadta az On Writing, az írásról szóló könyvet, amely kemény tanácsokat tartalmaz a feltörekvő íróknak. A könyv nevezetes volt a Higgins által csodált írók hosszú kivonatairól, köztük William Manchesterről és Irwin Shaw-ról, valamint szokatlanul nyers ítéleteiről ("Ha nem törekszel arra, hogy publikáld, amit írtál, akkor nem vagy író, és nem is leszel soha.").

## Kiadott munkái

### Regények
- The Friends of Eddie Coyle (1970)
- The Digger's Game (1973)
- Cogan's Trade (1974)
- A City on a Hill (1975)
- The Judgment of Deke Hunter (1976)
- Dreamland (1977)
- A Year or So with Edgar (1979)
- Kennedy for the Defense (1980) (Jerry Kennedy series)
- The Rat on Fire (1981)
- The Patriot Game (1982)
- A Choice of Enemies (1984)
- Old Earl Died Pulling Traps: A Story (1984)
- Penance for Jerry Kennedy (1985) (Jerry Kennedy series)
- Impostors (1986)
- Outlaws (1987)
- The Sins of the Fathers (1988)
- Wonderful Years, Wonderful Years (1988)
- Trust (1989)
- Victories (1990)
- The Mandeville Talent (1991)
- Defending Billy Ryan (1992) (Jerry Kennedy series)
- Bomber's Law (1993)
- Swan Boats at Four (1995)
- Sandra Nichols Found Dead (1996) (Jerry Kennedy series)
- A Change of Gravity (1997)
- The Agent (1999)
- At End of Day (2000)

### Gyűjtemények
- The Sins of the Fathers: Stories by George V. Higgins (André Deutsch 1988)
- The Easiest Thing in the World: The Unpublished Fiction of George V. Higgins (2004)

### Non-fiction

#### Politika
- The Friends of Richard Nixon (1975)
- Style Versus Substance, egy könyv Kevin White(wd) bostoni polgármesterről és kapcsolatairól a sajtóval (1984)

#### Baseball
- The Progress of the Seasons (1989)

### Magyarul
- Ölni kíméletesen (Cogan's trade) – Cartaphilus, Budapest, 2014 (Carta light) · ISBN 9789632664002 · Fordította: Mészáros Viktor

## Regényeiből adaptált filmek
- The Friends of Eddie Coyle (1973), from the book of the same name (1970)[11]
- Killing Them Softly (2012), from Cogan's Trade (1974)[12]

## Fordítás
- Ez a szócikk részben vagy egészben  a   George V. Higgins című angol Wikipédia-szócikk fordításán alapul.  Az eredeti cikk szerkesztőit annak laptörténete sorolja fel. Ez a jelzés csupán a megfogalmazás eredetét és a szerzői jogokat jelzi, nem szolgál a cikkben szereplő információk forrásmegjelöléseként.